# 金曜日が最高
『金曜日が最高』（きんようびがさいこう）は、1989年4月7日から1992年3月27日まで中京テレビで放送されていた生活情報番組である。放送時間は毎週金曜 10:30 - 11:20 （日本標準時）。

## 概要
同じく金曜10:30枠で放送されていた『真代のカゲキにシンデレラ』や『どっかうれしい金曜日』と同様に、主婦をターゲットにした内容で放送。司会を務めていたのは大和田獏で、高校・大学時代を名古屋で過ごしていた彼が名古屋に帰ってくるという触れ込みで番組はスタートした。スポンサーは『どっかうれしい金曜日』から引き続き名鉄百貨店が務めていたが、本番組では他社との複数社提供という形を取っていた。
番組は、その日のゲストが自身の半生を語るトークコーナー、リポーターの多田木亮佑が東海3県各地の一般家庭を訪問取材してきたVTRを放送するコーナー、そして主婦にとっては耳寄りな生活情報を紹介するコーナーによって構成。また、『どっかうれしい金曜日』時代と同様に、直後の時間帯にはテレビショッピングなどの主婦をターゲットにしたミニ番組群が放送されていた。子供が平日午前に自宅にいることの多くなる夏休みの時期には、スタジオに地元の小学生たちを迎え、彼らに3人1組のチームを組んでの料理作りなどに挑戦させる特別企画も実施していた。
番組は3年にわたって放送されていたが、司会が大和田から水島裕に変わるのを受けて同タイトルでの放送を終了。その後は『おいしい週末 金曜倶楽部』と題して放送されていた。

## 出演者
- 司会：大和田獏
- アシスタント：水野智代子[2]
- リポーター：多田木亮佑[2]

## スタッフ
- 構成：吉田由紀子
- 技術：尾関文隆
- 調整：外山豊隆
- カメラ：平野博之
- 音声：小池光春
- 効果：吉田一
- 美術：岩田邦晴（第一舞台）
- 照明：馬場博（STAR）
- スタイリスト：斉藤裕花理
- メイク：佐々木廣至子
- 技術協力：中京テレビ映像企画、東海ビデオシステム
- TK：新谷友梨
- 調査：松島真理
- 進行：吉岡潤子
- 庶務：那須幸代
- ディレクター：秋江亮、連形隆、加藤宏樹
- 取材：渡辺友広、金本和美
- プロデューサー：近藤直巳（中京テレビ）、天野方也（タキオン）
- 制作協力：タキオン
- 製作著作：中京テレビ